# 암석원

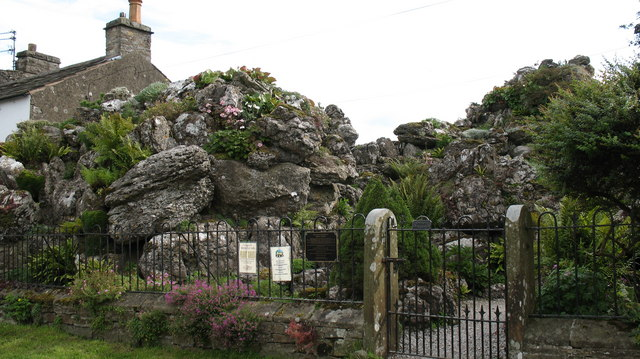
1906년 조성된 영국 요크셔주 에이스가스의 암석원

2009년 조성된 한밭수목원의 암석원(2014.4.12)

암석원(岩石園, 영어: Rock garden)은 일정 공간에 크고 작은 바위와 돌을 다양한 형식으로 배치하고 그 사이에 고산식물이나 다육식물을 식재한 자연식 정원의 한 형태이다. 주로 수목한계선(고산 및 극지에서 교목이 존재할 수 있는 극한의 선) 아래에 자생하는 고산식물과 저지대의 건조한 암석이나 모래 땅에 서식하는 식물을 수집하여 전시하는 정원이다.
보통 땅 위로 노출한 돌과 바위 사이에 생육하는 화초나 키작은 관목처럼 아고산대(저산대와 고산대의 중간)에서 볼 수 있는 식물의 생육 경관과 유사하게 조성한 고산정원(Alpine garden)과 구분된다. 일본의 경우, 전통적으로 가레산스이(枯山水) 정원이라는 암석과 작은 쇄석 그리고 식물들을 이용해서 만든 정원이 있다.

## 암석원의 구성 요소

### 식물

#### 식물 종류
- 고산식물(高山植物, en:alpine plant)

바람꽃, 산미나리아재비, 애기금매화, 월귤나무, 애기금낭화, 구름국화, 시로미, 돌매화나무, 담자리꽃나무, 장백제비꽃, 홑잎뱀무 등이 있다. 한국의 자생 고산식물로 월귤나무, 산진달래 등이 있다. 대중에게 잘 알려진 에델바이스는 알프스에서 자라는 고산식물이다. 이중 일부는 그늘에서 잘 자라기에 암석원의 그늘진 곳에 식재할 수 있다.
- 다육식물(多肉植物, en:succulent plant)

일반 식물이 생존하기 어려운 건조 기후나 모래 환경에 적응하기 위하여 다육질의 잎에 물을 저장하고 있는 식물을 말한다. 알로에, 돌나물과 등의 많은 식물군이 다육 식물에 포함되는데 하나의 식물과에서도 일부 식물만이 다육 식물로 불리는 경우도 있다.

#### 식물 구하기
고산식물을 자생지에서 채취하면 안된다. 대부분의 고산식물은 개체수가 작고 평지에 옮겨심을 경우 생존하기 어렵기 때문이다. 고산식물의 씨앗을 채취하거나 육묘장(원예농장)에서 구입하는 것이 바람직하다. 다육식물을 구할 때는 다육식물을 주로 파는 가게에서 구하는게 좋다.
크기가 작은 고산식물과 다육식물은 한 개씩 심는 것 보다는 군식을 하는 것이 미관 및 번식을 위해 좋으므로 종류마다 여러 개씩 구입하는 것이 좋다.

### 돌

#### 돌 종류
- 호박돌 : 물가에서 나는 둥글게 생긴 돌
- 판석(板石) : 나비에 비하여 두께가 대단히 얇은 석재로 주로 바닥이나 도로를 까는데 이용되는데 암석원에도 사용 가능하다.

#### 돌 구하기
- 한꺼번에 구하기

전문적으로 석재를 취급하는 판매점을 이용한다.
- 천천히 구하기

여유가 있다면 천천히 하나씩 구한다. 좋은 돌은 구하기 어렵지만 보통 돌은 마음 먹으면 쉽게 구할 수 있다. 차로 오가면서 하나씩 구해도 좋지만 자연에 있는 돌을 무단으로 가져올 경우 불법행위로 처벌받을 수 있으니 주의해야 한다.

### 기타
- 죽은 나무 : 적당한 크기의 죽은 나무를 배치하면 기존의 암석과 잘 어울리는 고산지대를 재현할 수 있다.

## 암석원의 형식
- 크고 작은 돌을 듬성듬성 배치한 암석원
- 다양한 색깔의 돌을 무더기로 쌓아서 만든 암석원
- 비슷한 돌을 같은 방향으로 놓아 만든 암석원
- 큰 돌로 원형을 만들고 그 안에 흙을 채운 다음, 식물을 심고 남는 공간에 작은 돌로 채운 암석원
- 방부목이나 석재로 만들어진 사각형의 컨테이너에 돌과 식물을 적당히 배치한 암석원
- 판판하고 길쭉한 모양의 판석을 일정방향으로 세워서 조성한 암석원
- 울타리 경계나 산 아래에 암석원을 조성하여 한쪽 방향에서 바라볼 수 있는 경계화단(border)형 암석원
- 여러 개의 암석원을 작은 언덕 형태로 만들어 관람객이 순회하면서 볼 수 있는 사방화단(bed)형 암석원

## 암석원 만드는 법
1. 자리 잡기 Prepare the site
2. 큰돌 배치하기 Lay out the available rocks
3. 바닥부터 위로 쌓기 Build from the bottom up
4. 배수가 잘되는 흙 혼합물 채워넣기 Use a free draining soil mix
5. 세세하게 다듦기 Create micro climates
6. 돌 틈새에 식물 심기 Plant the crevices
7. 잔돌로 덮기 Topdress with Grit

## 암석원의 특징
- 고산 영감이라는 자연 모방의 한 형태로써 자연주의적 식재를 택한다(자연모방의 다른 예는 해안 생존자, 숲 효과 등이다).
- 고원초지의 자유 배수되는 건조조건을 모방할 목적으로 디자인되었다.
- 식물과 암석의 조화 및 자생지의 생육 환경을 최대한 재현하는 것이 중요하다.
- 일반인이 쉽게 접하기 힘든 고산식물이나 다육식물을 관찰하는 공간이다.

## 유명한 암석원

### 세계의 암석원

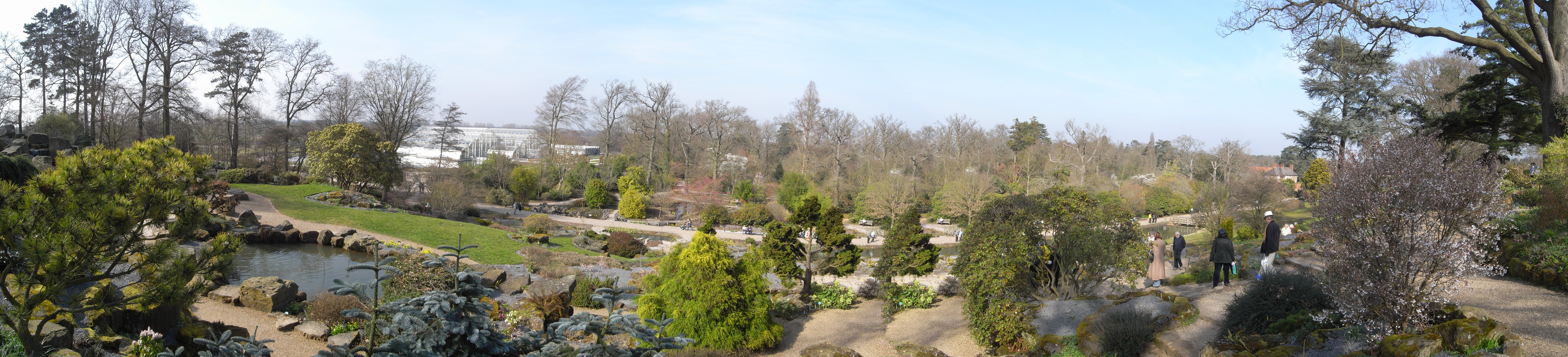
1911년 조성된 영국 위즐리 가든 암석원 정상에서 바라본 파노라마 풍경

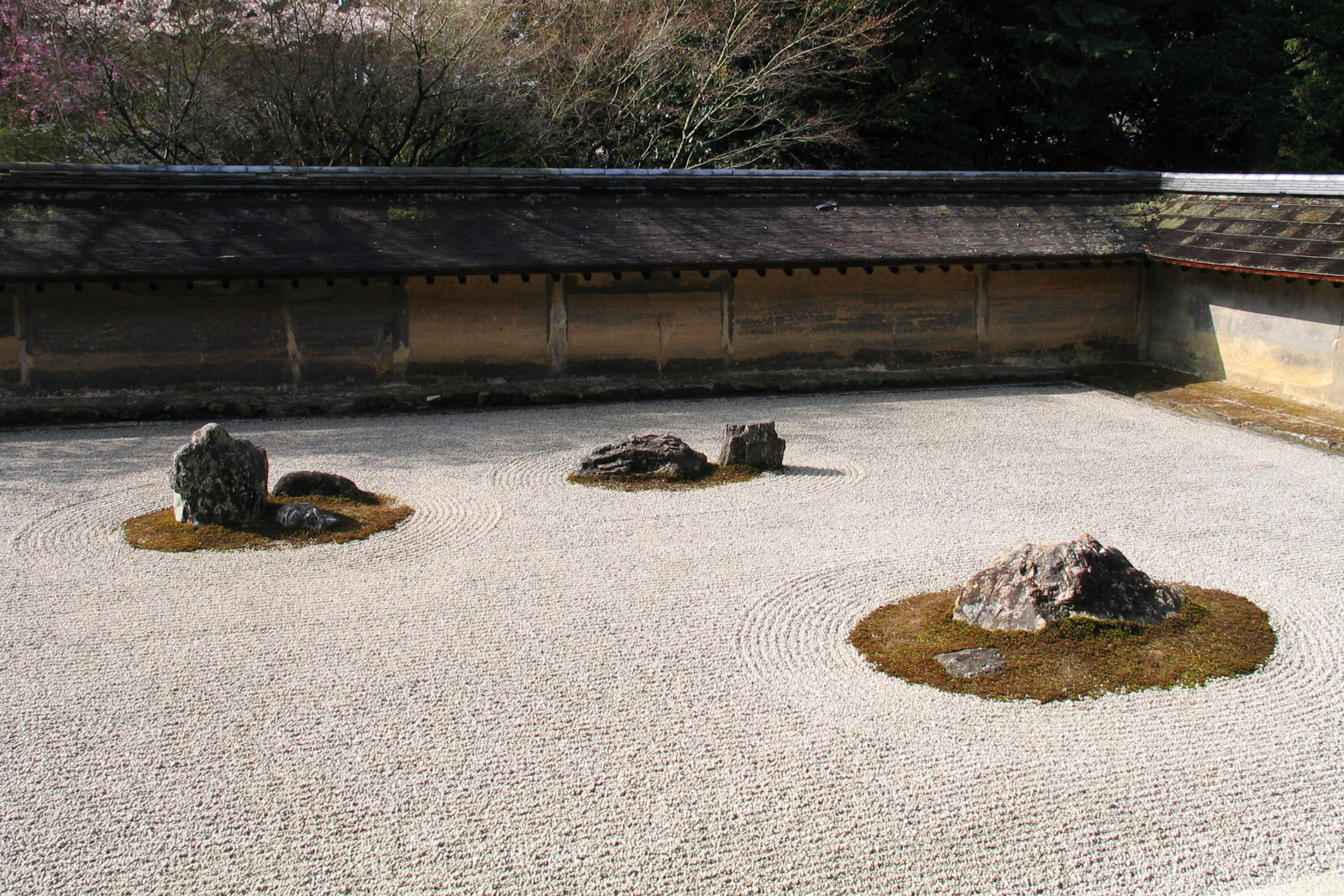
일본 교토 료안지의 방장정원(가레산스이)

- 영국 위즐리 가든의 암석원 (en:Wisley garden) : 자연 경사면과 인공수로를 이용하여 건조식물부터 습지식물에 이르기까지 다양한 식물을 식재했다.
- 일본 교토 료안지의 방장정원 (jp:龍安寺)
- 뉴욕식물원 암석원 (en:New York Botanical Garden)

### 한국의 암석원
- 평강식물원 암석원
- 국립백두대간수목원 암석원
- 한밭수목원 암석원
- 천리포수목원 암석원

## 이미지

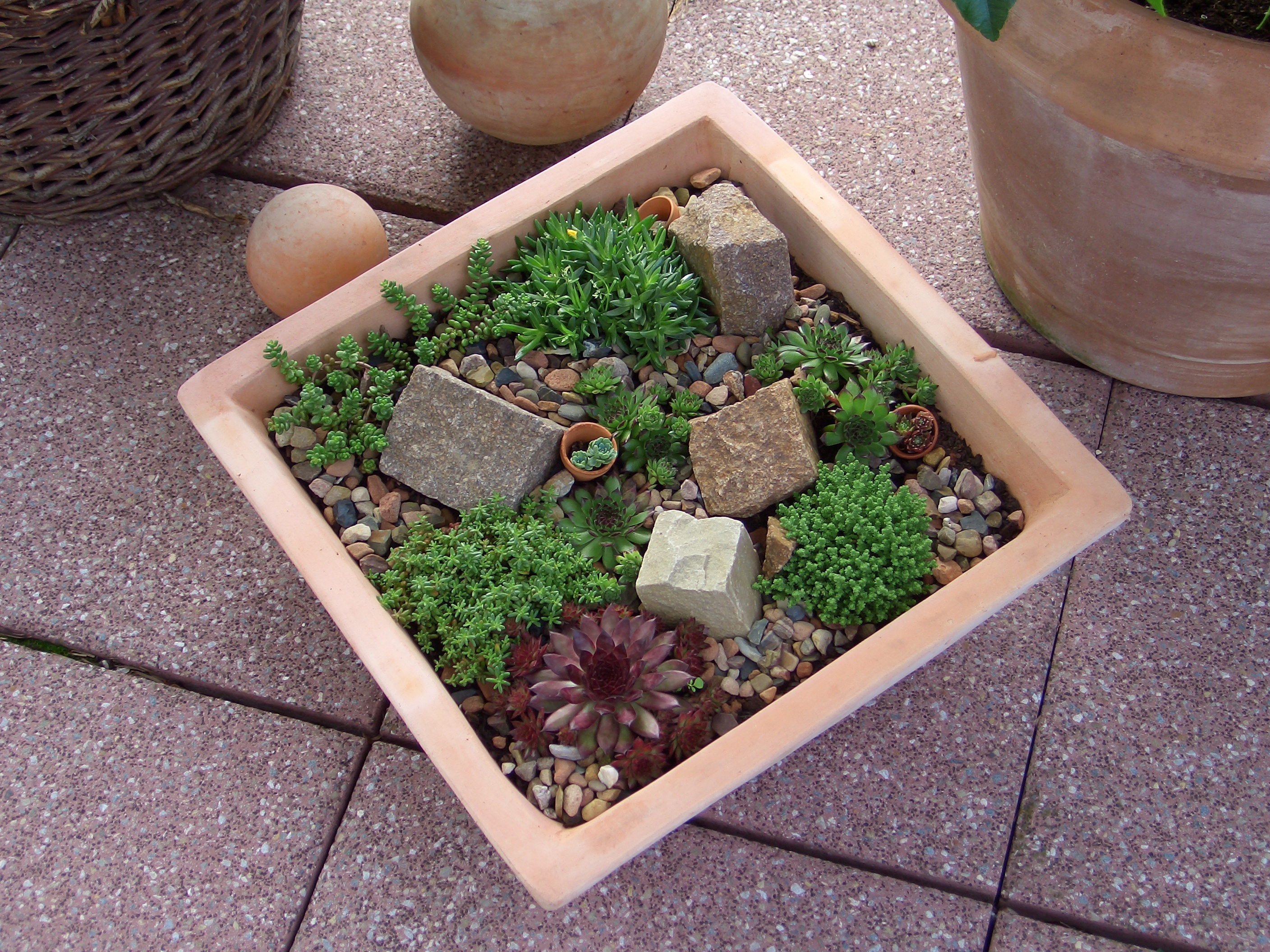
토분에 조성된 암석원(2007)
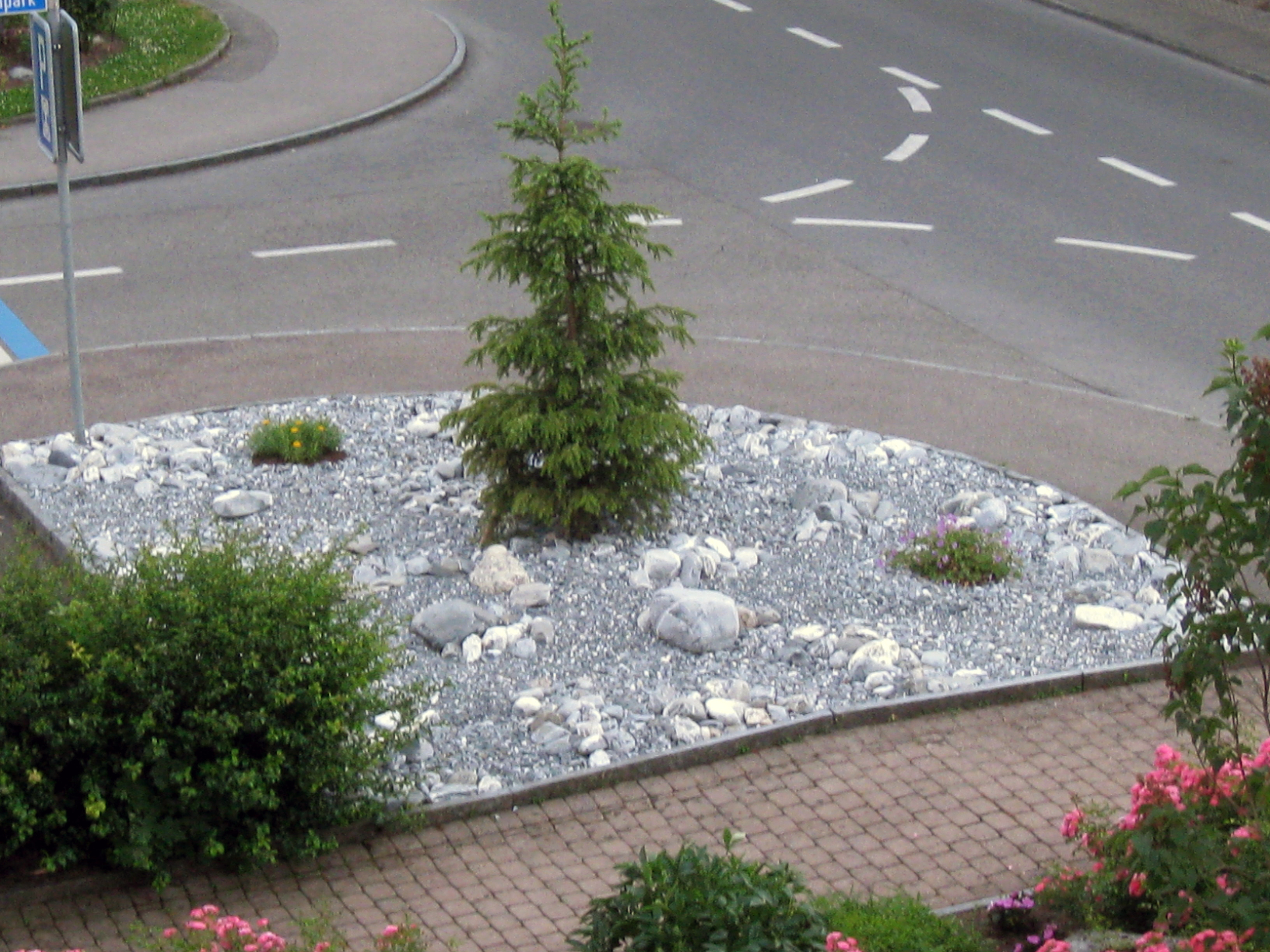
침엽수로 이루어진 암석원

## 같이 보기
- 정원
- 고산정원
- en:Alpine garden
- 가레산스이 (en:Japanese rock garden) (jp:枯山水)

## 참고 자료
단행본
- DK (2011). 《RHS How to Garden: A Practical Introduction to Gardening》. Dorling Kindersley. 92~95쪽. ISBN 978-1405366403.
- Peter McHoy (2001). 《The Ultimate Practical Gardener》. Hermes House. 78~85쪽. ISBN 978-1840384192.
- Andrea Jones (2012). 《The Garden Source: Inspirational Design Ideas for Gardens and Landscapes》. Rizzoli. 115, 145쪽. ISBN 978-0847837595.

정기간행물
- 월간가든닝편집부 (2014년 9월). “〈눈으로 보아라 자연이 만드는 설계를-생태적 시야로 정원을 만드는 내추럴 디자이너 김봉찬〉”. 《월간가든닝》. Vol.17 No.9 [2014]: 18~22쪽.

논문